# Jony Rodríguez
Jonathan Rodríguez Menéndez (Cangas del Narcea, 9 juli 1991) – alias Jony – is een Spaans voetballer die doorgaans als vleugelspeler speelt.

## Clubcarrière
Jony speelde in de jeugd bij Narcea, Real Oviedo en FC Barcelona. Als prof speelde hij bij Oviedo, Marino, Getafe CF B, Avilés en kwam in 2013 bij Sporting Gijón terecht bij. Hij tekende er een tweejarig contract en werd tijdens seizoen 2013-2014 ingedeeld bij het B-elftal.  Vanaf seizoen 2014-2015 kwam hij bij de eerste ploeg terecht.  De ploeg werd vice-kampioen en kon zo naar de Primera División terugkeren. Jony had met zeven doelpunten uit 41 wedstrijden een groot aandeel in dit succes. Hij volgde tijdens seizoen 2015-2016 de ploeg naar het hoogste Spaanse niveau en maakte zijn debuut op 23 augustus 2015 tijdens het 0-0 gelijkspel thuis behaald tegen Real Madrid.  De ploeg redde zich met een zeventiende plaats in het eindklassement op het nippertje, maar de eerste samenwerking tussen club en speler kwam op het einde van het seizoen tot een einde.  In totaal zou hij 82 competitieduels spelen en maakte hij 14 doelpunten voor Sporting Gijón.
In 2016 trok de vleugelspeler transfervrij naar reeksgenoot Málaga CF, waar hij een vierjarig contract ondertekende. Op 19 augustus 2016 debuteerde hij voor zijn nieuwe club in het competitieduel tegen CA Osasuna.  Hij zou er anderhalf seizoen spelen, totdat hij in januari 2018 voor een tweede periode bij Sporting Gijón terecht kwam.  Hij werd er uitgeleend tot het einde van het seizoen.  De ploeg was ondertussen wel naar de Segunda División A teruggekeerd.  Ook het daaropvolgende seizoen 2018-2019 werd Jony uitgeleend, deze maal aan Primera División club Deportivo Alavés.
Vanaf seizoen 2019-2020 zocht hij zijn geluk in het buitenland.  Hij kwam op 22 juli bij het Italiaanse SS Lazio terecht.  Op 1 september maakt hij zijn debuut in de Serie A en dit tijdens de Romeinse derby tegen AS Roma.  Hij viel tijdens de 78ste minuut in tijdens de met 1-1 geëindigde thuiswedstrijd.  Het daaropvolgende seizoen 2020-2021 werd hij uitgeleend aan CA Osasuna, een ploeg uit de Primera División.  Na deze uitleen keerde hij nog zes maanden naar Italië terug, waarna hij op 30 januari 2022 uitgeleend werd en aan zijn derde periode bij Sporting Gijón begon.  Deze ploeg speelde nog steeds op het niveau van de Segunda División A.  Deze uitleen werd verlengd voor seizoen 2022-2023.
Nadat hij zijn contract met zijn Romeinse werkgever verbroken had, tekende hij op enkele uren voor het sluiten van de zomermercado voor het seizoen 2023-2024 bij FC Cartagena.  Hij had echter vele fysieke problemen en kon nooit doorstoten als basisspeler.  Om deze reden werd op 13 januari 2024 het contract met wederkeringe toestemming ontbonden. 